# Mindcage
Pour plus de détails, voir Fiche technique et Distribution.
Mindcage est un thriller à énigme surnaturel américain écrit et réalisé par Mauro Borrelli et sorti en 2022.
Le film met en vedette Martin Lawrence, Melissa Roxburgh, John Malkovich, Robert Knepper, Jacob Grodnik et Aiden Turner. Le film, qui marque le premier rôle non comique majeur de Martin Lawrence, est sorti en VOD et en salles le 16 décembre 2022.

## Synopsis
Le tueur en série Arnaud Lefèvre, dit « l'Artiste », est en prison et doit être exécuté dans deux semaines. Mais soudain, une nouvelle série de meurtres commence, qui sont exactement comme les actes de Lefèvre : des jeunes femmes, pour la plupart des prostituées, sont tuées, leurs cadavres sont préservés et exposés publiquement sous forme de sculptures d'anges richement décorées. Jake Doyle, qui a amené Lefevre en prison en tant qu'enquêteur de police, est censé résoudre les nouveaux meurtres avec sa jeune collègue Marie Kelly. Lefevre est censé les aider, mais il exige que sa condamnation à mort soit commuée en prison à vie. Il semble faire confiance à Marie et la laisse l'interroger. Au début, il ne peut pas fournir d'indices concrets sur l'agresseur, mais il en sait beaucoup sur Marie, comme sa mauvaise relation avec son père, qui est actuellement mourant.
Il y a des indications qu'il pourrait avoir quelque chose à voir avec le meurtrier malgré son emprisonnement. Lorsque le tueur kidnappe la lieutenante-gouverneure et la retient captive dans son sous-sol, Kelly exige que Lefevre lui dise l'adresse du sous-sol. Mais il révèle d'abord son lien avec l'agresseur : enfant, il lisait souvent des livres religieux et découvrait son talent artistique. Il dessinait beaucoup et a remarqué un jour qu'il pouvait contrôler les gens qu'il représentait avec ses pensées, y compris l'agresseur. Dans un buste de portrait qu'il a fait de Marie, il cache l'adresse de la cave où Marie trouve le lieutenant-gouverneur. Soudain, Jake réapparaît et la voix de Lefevre parle à travers lui. Il devient clair que Lefevre se venge de son arrestation en faisant de Jake l'outil insensé et involontaire de ses nouveaux meurtres. Jake menace Marie et n'a d'autre choix que de tirer sur sa collègue. Peu de temps après, Lefèvre dispose d'un nouvel « outil », à savoir son ancien psychiatre, le Dr Loesch. À travers son corps, Lefèvre parle à Marie, et elle lui dit qu'il n'a plus longtemps à vivre : elle a empoisonné les crayons, dont il mâche toujours les bouts en dessinant, avec la ricine avec laquelle il tuait auparavant ses victimes.

## Fiche technique
- Titre original : Mindcage
- Réalisation : Mauro Borrelli
- Scénario : Mauro Borrelli, Reggie Keyohara III
- Photographie :
- Montage :
- Musique :
- Production :
- Sociétés de production :
- Pays de production : États-Unis
- Langue originale : anglais
- Format : couleur
- Genre : Thriller
- Durée : 96 minutes
- Dates de sortie[1] :
  - 16 décembre 2022

## Distribution
- Melissa Roxburgh : Marie
- John Malkovich : The Artist
- Martin Lawrence : Jake
- Aiden Turner : Dale
- Cassandra Gava : Voodoo Priestess
- Jacob Grodnik : Dutch
- Robert Knepper : Lt. Owings
- Morgan MacLean : Crazy Man
- Ritchie Montgomery : Father Linares

## Récompenses et distinctions
- (en) Mindcage: Awards, sur l'Internet Movie Database

## Production
Le tournage a eu lieu à Springdale, Arkansas et Fayetteville, Arkansas, en août 2021,,,.
Le même mois, il a été annoncé que la SAG-AFTRA avait émis un avis « Do Not Work » (Ne travaillez pas) aux cinéastes en raison de problèmes liés au COVID-19. L'avis a été annulé le 13 août 2021.

## Sortie
La première bande-annonce du film est sortie le 7 novembre 2022. Le film est sorti en VOD et dans un petit nombre de salles le 16 décembre 2022.

## Réception
Sur le site agrégateur d'avis Rotten Tomatoes, 20 % des dix avis critiques sont positifs, avec une note moyenne de 3,3/10.
De nombreux critiques ont comparé défavorablement le film au Silence des agneaux, à Seven et au Témoin du mal (Fallen),.
En janvier 2024, le film est entré dans le top 10 des films Netflix dans le monde, attirant 9,1 millions de téléspectateurs dès sa première semaine et cumulant 14,7 millions d'heures de visionnage,.